# باب فریر (بازیکن فوتبال اهل انگلستان)
باب فریر (انگلیسی: Bob Ferrier؛ 1899 – april ۱۹۷۱ (۷۱−۷۲ سال)) بازیکن فوتبال اهل بریتانیا بود.
از باشگاه‌هایی که در آن بازی کرده‌است می‌توان به باشگاه فوتبال مادرول و Scottish League XI اشاره کرد.
وی همچنین در تیم ملی فوتبال Scottish League XI بازی کرده‌است.